# Erato (botanica)
Erato DC., 1836 è un genere di piante angiosperme dicotiledoni della famiglia delle Asteraceae.

## Descrizione

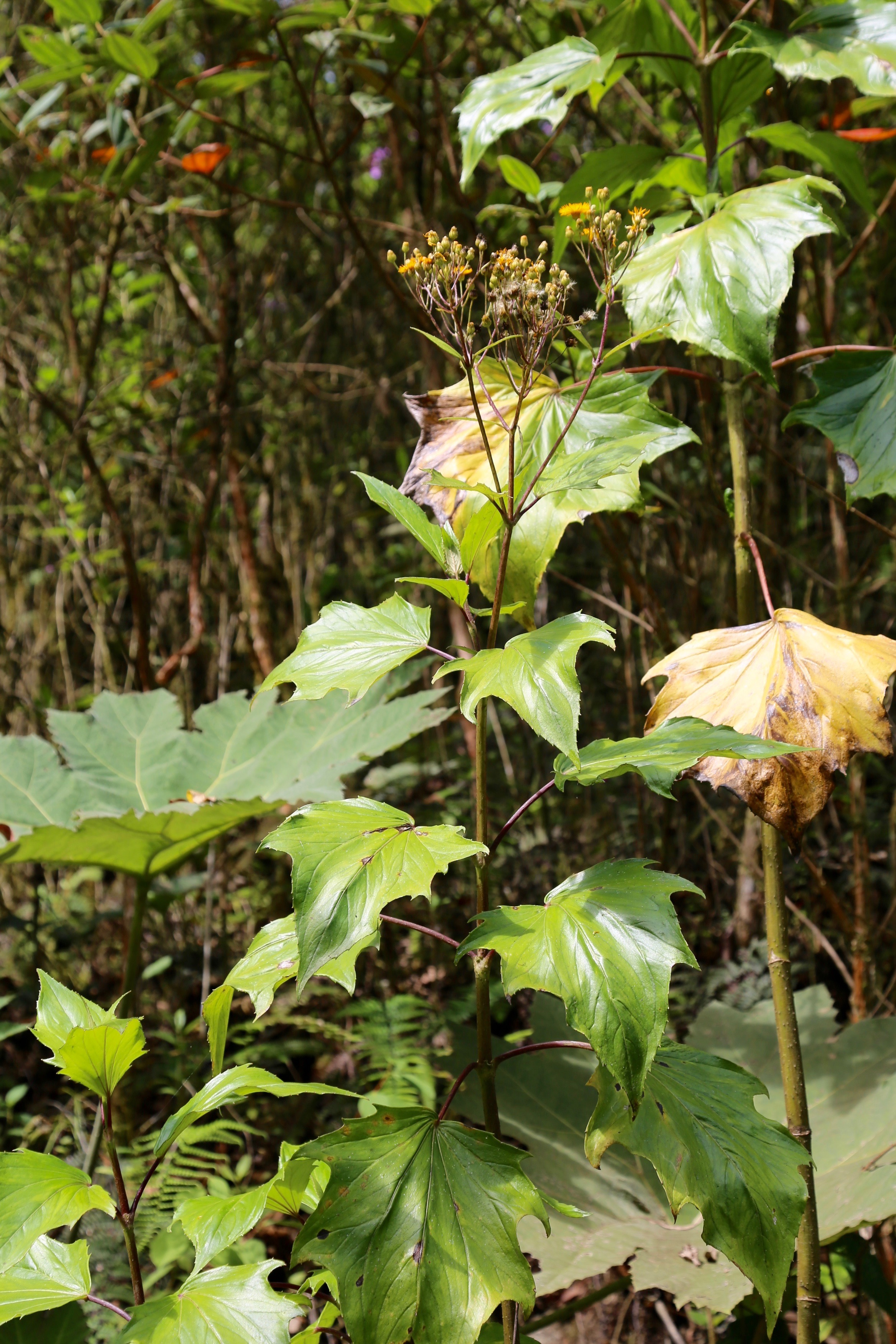
Il portamento
Erato polymnioides

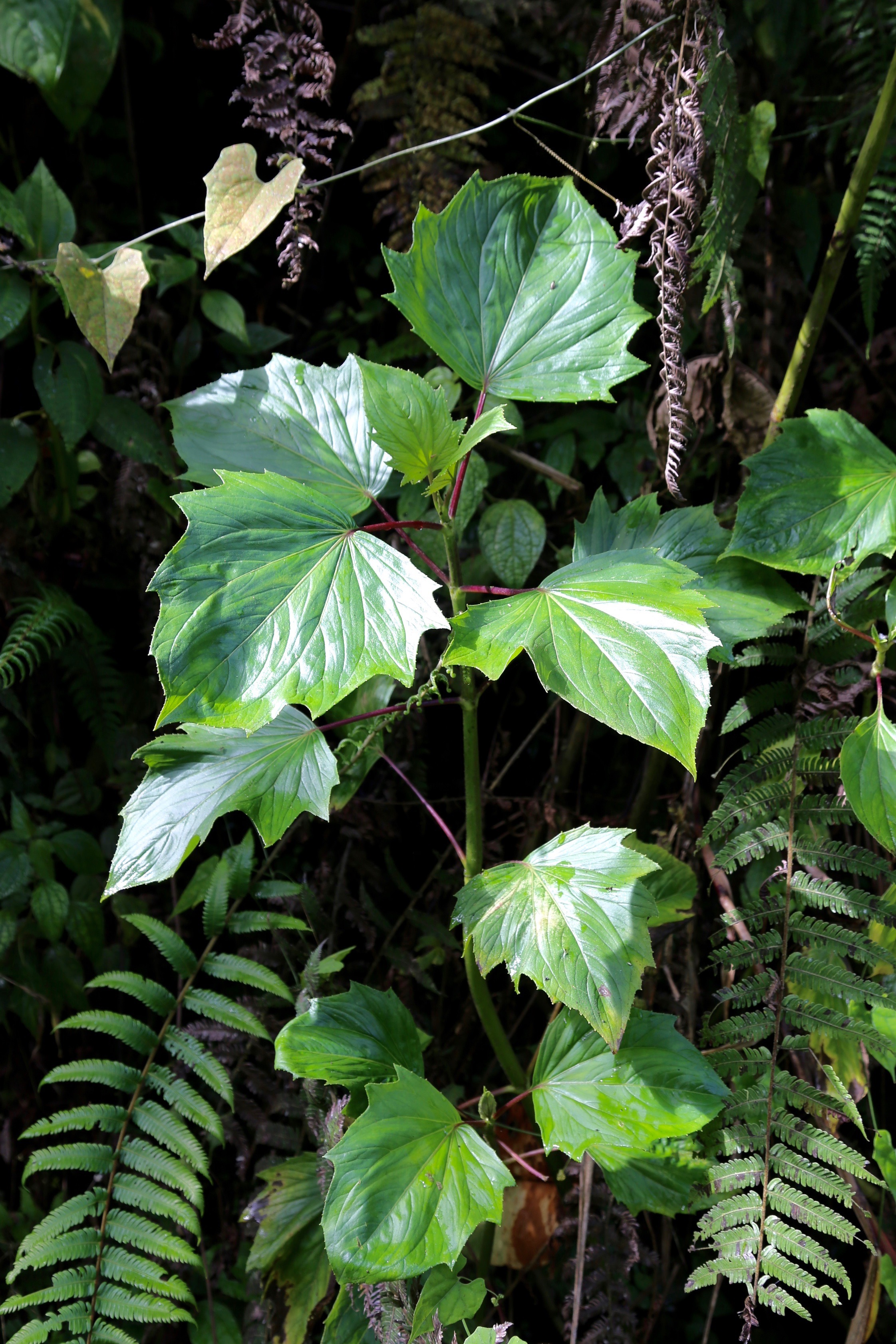
Le foglie
Erato polymnioides

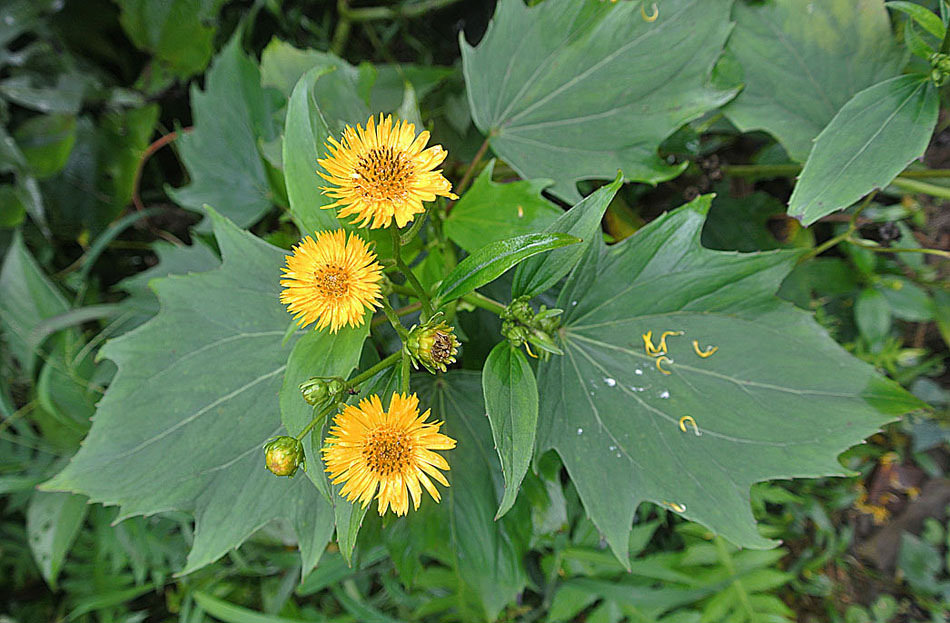
Infiorescenza
Erato vulcanica

L'habitus delle piante di questo genere e grossolanamente erbaceo perenne, subarbustivo, arbustivo e piccolo-arboreo. I fusti (e le foglie) sono pelosi o strigosi (ispidi, ruvidi o con setole rigide).
Le foglie in genere sono disposte lungo il fusto in modo opposto (possono essere presenti delle rosette basali); sono picciolate o raramente sono sessili. Alla base delle foglie sono presenti delle oblunghe pseudostipole o dei dischi nodali, talvolta fusi nella guaina. La lamina è intera: palmata con bordi finemente dentati. Le venature sono 5 - 9. La superficie è verde, pelosa o strigosa. La consistenza in genere è fogliacea oppure carnosa.
L'infiorescenza è formata da capolini di tipo radiato eterogamo. I capolini possono essere raccolti in formazioni corimbose o cimose con peduncoli (raramente sono sessili). La struttura dei capolini è quella tipica delle Asteraceae: un peduncolo (corto o lungo) sorregge un involucro a forma ampiamente campanulata composto da 40 - 100 squame (o brattee) disposte in 4 serie in modo embricato e scalato che fanno da protezione al ricettacolo  sul quale s'inseriscono due tipi di fiori: quelli esterni ligulati, disposti a raggiera e quelli interni tubulosi. Gli apici delle brattee sono tomentosi. Il ricettacolo, alveolato, spesso con creste o punte sporgenti, è nudo (senza pagliette).
I fiori sono tetra-ciclici (ossia sono presenti 4 verticilli: calice – corolla – androceo – gineceo) e pentameri (ogni verticillo ha in genere 5 elementi). I fiori si dividono in due tipi: del raggio e del disco. I fiori del raggio (ligulati e zigomorfi e da 75 a 230) sono di solito femminili e fertili. I fiori del disco (tubulosi e actinomorfi e da 20 a 150) sono in genere ermafroditi.
- Formula fiorale:

*/x K {\displaystyle \infty }, [C (5), A (5)], G 2 (infero), achenio
- Calice: i sepali del calice sono ridotti ad una coroncina di squame.

- Corolla: le ligule delle corolle dei fiori del raggio hanno delle forme da lineari a ellittico-oblunghe (a volte sono ben sviluppate) e terminano con tre denti, sono colorate di giallo (occasionalmente da rossastro a viola o bianco); le gole dei fiori del disco sono ampie fin dalla base, mentre i lobi sono allungati e lineari, il colore è giallo o più raramente rosso, viola o bianco.

- Androceo: gli stami sono 5 con filamenti liberi e distinti, mentre le antere sono saldate in un manicotto (o tubo) circondante lo stilo. Le antere possono avere delle code anche con frange. Il polline è ricoperto da spine in modo uniforme. Il polline è sferico, e tricolporato, echinato.

- Gineceo: lo stilo è filiforme, mentre gli stigmi dello stilo sono due, brevi e divergenti. L'ovario è infero uniloculare formato da 2 carpelli. Gli stigmi in genere sono corti e filiformi ed hanno la superficie stigmatica (papille) interna. La parte superiore dello stilo può essere pelosa (quella basale è glabra).

I frutti sono degli acheni con pappo. La forma dell'achenio varia da oblunga a prismatica a 4 coste; la superficie è glabra oppure è ispida. Il pappo è formato da 25 - 50 setole o corte squame (non è presente una serie esterna).

## Biologia
- Impollinazione: l'impollinazione avviene tramite insetti (impollinazione entomogama tramite farfalle diurne e notturne).
- Riproduzione: la fecondazione avviene fondamentalmente tramite l'impollinazione dei fiori (vedi sopra).
- Dispersione: i semi (gli acheni) cadendo a terra sono successivamente dispersi soprattutto da insetti tipo formiche (disseminazione mirmecoria). In questo tipo di piante avviene anche un altro tipo di dispersione: zoocoria. Infatti le brattee dell'involucro possono agganciarsi ai peli degli animali di passaggio disperdendo così anche su lunghe distanze i semi della pianta.

## Distribuzione e habitat
La distribuzione delle piante di questo genere è relativa dalla Costa Rica al Perù.

## Tassonomia
La famiglia di appartenenza di questa voce (Asteraceae o Compositae, nomen conservandum) probabilmente originaria del Sud America, è la più numerosa del mondo vegetale, comprende oltre 23.000 specie distribuite su 1.535 generi, oppure 22.750 specie e 1.530 generi secondo altre fonti (una delle checklist più aggiornata elenca fino a 1.679 generi). La famiglia attualmente (2021) è divisa in 16 sottofamiglie.

### Filogenesi
Le piante di questa voce appartengono alla tribù Liabeae della sottofamiglia Vernonioideae. Questa assegnazione è stata fatta solo ultimamente in base ad analisi di tipo filogenetico sul DNA delle piante. Precedenti classificazioni descrivono queste piante nella sottofamiglia Cichorioideae oppure (ancora prima) i vari membri di questo gruppo, a dimostrazione della difficoltà di classificazione delle Liabeae, erano distribuiti in diverse tribù: Vernonieae, Heliantheae, Helenieae, Senecioneae e Mutisieae.
Le seguenti caratteristiche sono condivise dalla maggior parte delle specie della tribù:
- nei fusti è frequente la presenza di lattice;
- le foglie hanno una disposizione opposta e spesso sono fortemente trinervate con superfici inferiori tomentose;
- il colore dei fiori del raggio e del disco sono in prevalenza gialli o tonalità vicine;
- le corolle del disco sono profondamente lobate;
- le basi delle antere sono calcarate;
- le superfici stigmatiche sono continue all'interno dei rami dello stilo;
- il polline è spinoso e sferico.

Il genere di questa voce è descritto nella sottotribù Paranepheliinae H. Rob., 1983, una delle quattro sottotribù di Labieae. La sottotribù si trova nel "core" della tribù, e insieme alla sottotribù Munnoziinae formano un "gruppo fratello" (entrambe le sottotribù sono state le ultime a divergere). Il genere Erato all'interno della sottotribù fa parte di un gruppo monofiletico formato dai genere Erato, Philoglossa e Chionopappus. In particolare Erato e Philoglossa formano un "gruppo fratello".
Le specie di questo genere sono individuate dai seguenti caratteri:
- l'habitus è formato da erbe grossolane perenni (sono presenti anche arbusti);
- le foglie sono palmate con 5 - 9 venature actinodrome;
- gli acheni hanno 4 facce (e 4 coste).

In precedenti ricerche questo genere era descritto all'interno della sottotribù Munnoziinae. Recenti studi filogenetici sul DNA delle specie della tribù hanno tuttavia rimesso in discussione le circoscrizioni delle due sottotribù Munnoziinae e Paranepheliinae in quanto in alcuni conteggi del DNA i generi Erato, Chionopappus e Philoglossa risultano formare con le specie della sottotribù Munnoziinae un "gruppo fratello" rendendo così le due sottotribù parafiletiche.
Il numero cromosomico delle specie di questo gruppo è: 2n = 18.

### Elenco delle specie
Per questo genere sono assegnate le seguenti 5 specie:
- Erato costaricensis E.Moran & V.A.Funk
- Erato polymnioides  DC.
- Erato sodiroi  (Hieron.) H.Rob.
- Erato stenolepis  (S.F.Blake) H.Rob.
- Erato vulcanica  (Klatt) H.Rob.